# Elle (Elle Looks Like Emacs)
Elle est un éditeur de texte de la famille Emacs adapté pour le système Minix. Son nom est un acronyme récursif qui signifie en anglais « Elle Looks Like Emacs » (littéralement, « Elle ressemble à Emacs »). C'est un éditeur très léger développé par Ken Harrenstein de SRI International.